# ポツダム

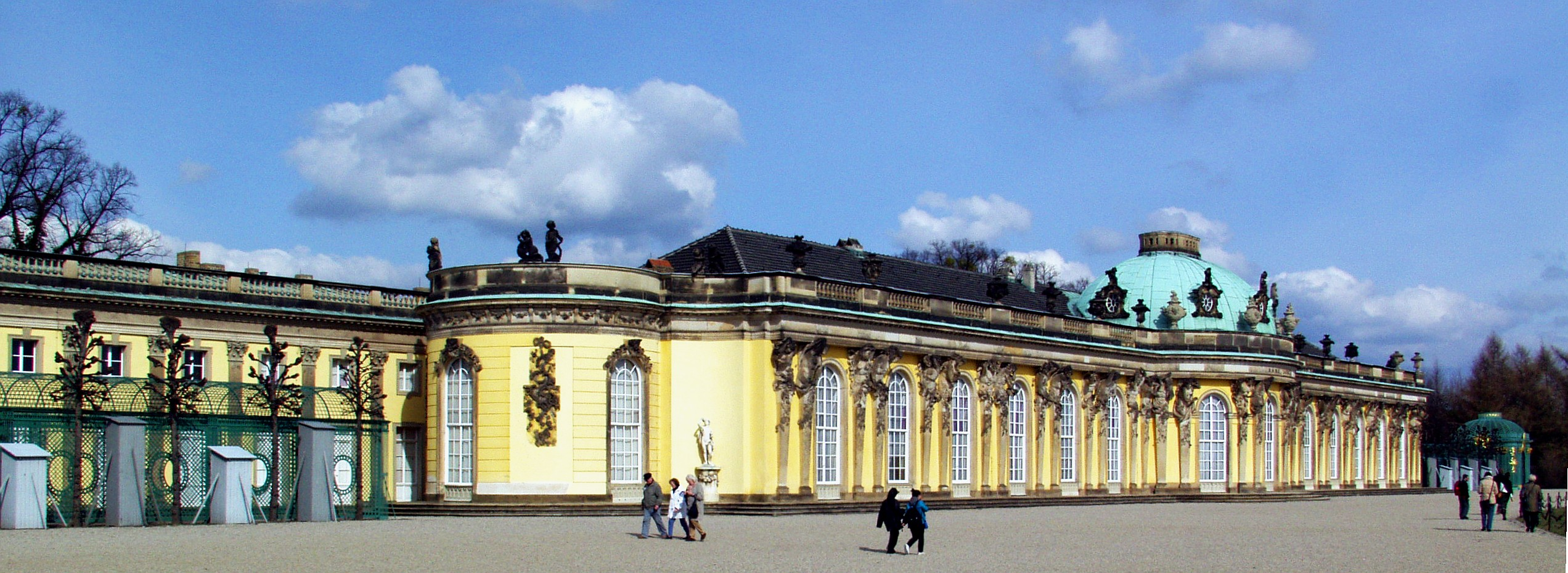
サンスーシ宮殿

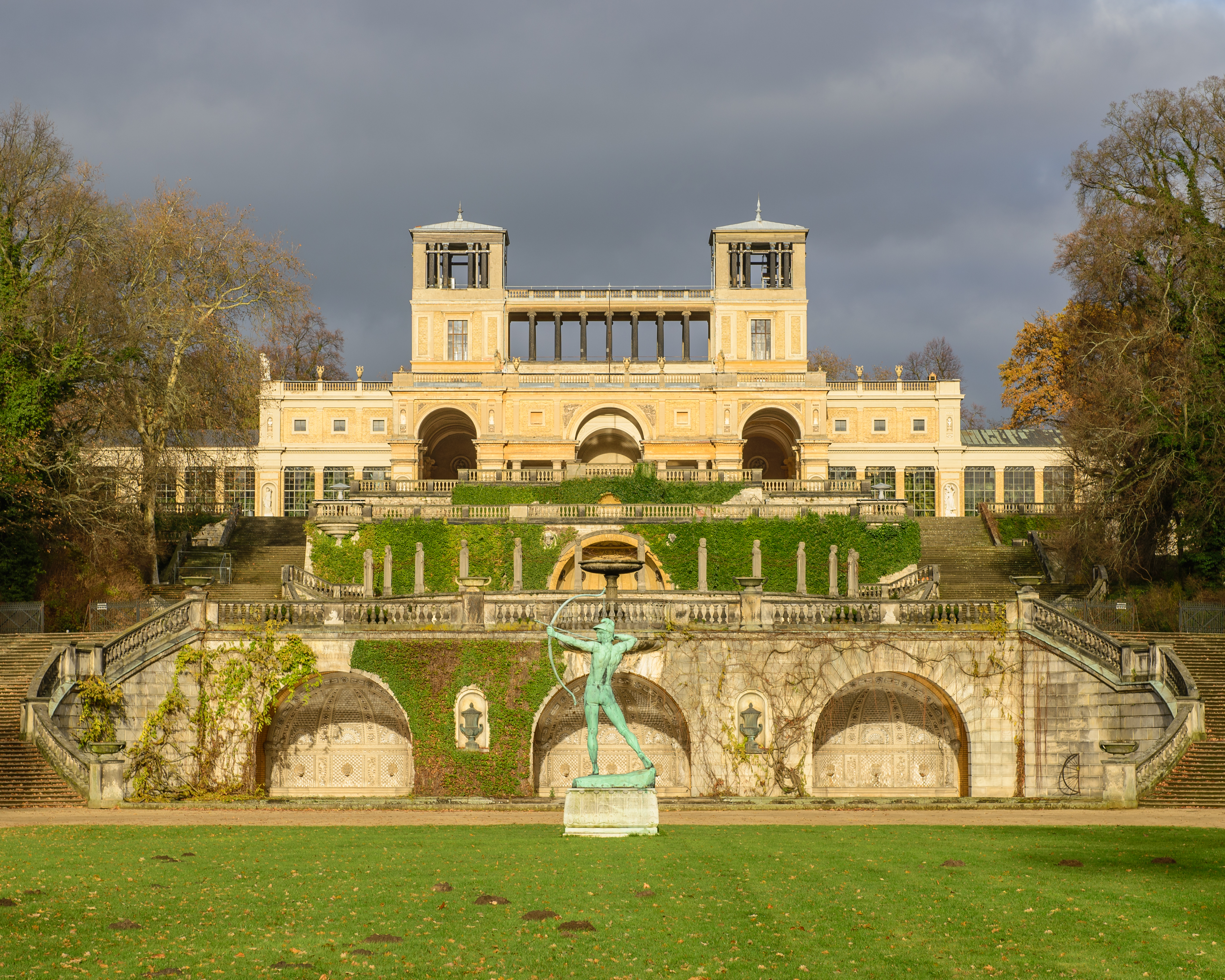
オランジェリー宮殿

ポツダム（Potsdam）は、ドイツ連邦共和国ブランデンブルク州の郡独立市で、州都である。人口は約19万人。
東ドイツ時代には、ポツダムを県都とするポツダム県が置かれていた。
| ポツダムの気候                       | ポツダムの気候 | ポツダムの気候 | ポツダムの気候 | ポツダムの気候 | ポツダムの気候 | ポツダムの気候 | ポツダムの気候 | ポツダムの気候 | ポツダムの気候 | ポツダムの気候 | ポツダムの気候 | ポツダムの気候 | ポツダムの気候 |
| 月                                   | 1月            | 2月            | 3月            | 4月            | 5月            | 6月            | 7月            | 8月            | 9月            | 10月           | 11月           | 12月           | 年             |
| ------------------------------------ | -------------- | -------------- | -------------- | -------------- | -------------- | -------------- | -------------- | -------------- | -------------- | -------------- | -------------- | -------------- | -------------- |
| 最高気温記録 °C （°F）               | 14.5 (58.1)    | 18.6 (65.5)    | 23.5 (74.3)    | 31.4 (88.5)    | 33.2 (91.8)    | 36.6 (97.9)    | 38.2 (100.8)   | 38.6 (101.5)   | 32.6 (90.7)    | 27.2 (81)      | 18.0 (64.4)    | 14.8 (58.6)    | 38.6 (101.5)   |
| 平均最高気温 °C （°F）               | 2.7 (36.9)     | 4.4 (39.9)     | 9.0 (48.2)     | 14.9 (58.8)    | 20.0 (68)      | 22.3 (72.1)    | 24.6 (76.3)    | 24.3 (75.7)    | 19.5 (67.1)    | 13.7 (56.7)    | 7.3 (45.1)     | 3.6 (38.5)     | 13.9 (57)      |
| 日平均気温 °C （°F）                 | 0.2 (32.4)     | 1.2 (34.2)     | 4.9 (40.8)     | 9.5 (49.1)     | 14.4 (57.9)    | 17.0 (62.6)    | 19.3 (66.7)    | 19.0 (66.2)    | 14.9 (58.8)    | 9.9 (49.8)     | 4.6 (40.3)     | 1.4 (34.5)     | 9.7 (49.5)     |
| 平均最低気温 °C （°F）               | −2.4 (27.7)    | −2.0 (28.4)    | 0.8 (33.4)     | 4.2 (39.6)     | 8.7 (47.7)     | 11.7 (53.1)    | 14.0 (57.2)    | 13.6 (56.5)    | 10.2 (50.4)    | 6.1 (43)       | 1.9 (35.4)     | −0.9 (30.4)    | 5.5 (41.9)     |
| 最低気温記録 °C （°F）               | −20.8 (−5.4)   | −19.9 (−3.8)   | −14.0 (6.8)    | −5.8 (21.6)    | −1.7 (28.9)    | 3.1 (37.6)     | 6.9 (44.4)     | 5.4 (41.7)     | 1.6 (34.9)     | −5.1 (22.8)    | −10.9 (12.4)   | −17.7 (0.1)    | −20.8 (−5.4)   |
| 降水量 mm （inch）                   | 45.8 (1.803)   | 37.0 (1.457)   | 39.2 (1.543)   | 33.8 (1.331)   | 54.2 (2.134)   | 66.8 (2.63)    | 70.7 (2.783)   | 61.3 (2.413)   | 45.1 (1.776)   | 40.7 (1.602)   | 44.8 (1.764)   | 52.0 (2.047)   | 591.4 (23.283) |
| 出典：Weather and climate in Potsdam |                |                |                |                |                |                |                |                |                |                |                |                |                |

## 地勢・交通
ドイツの首都ベルリンの西南に接し、ベルリンの中心街から約26kmである。ベルリンとはSバーンでも結ばれている。ハーフェル川が流れ、いくつかの互いにつながった湖がある。
- ポツダム市電

## 歴史

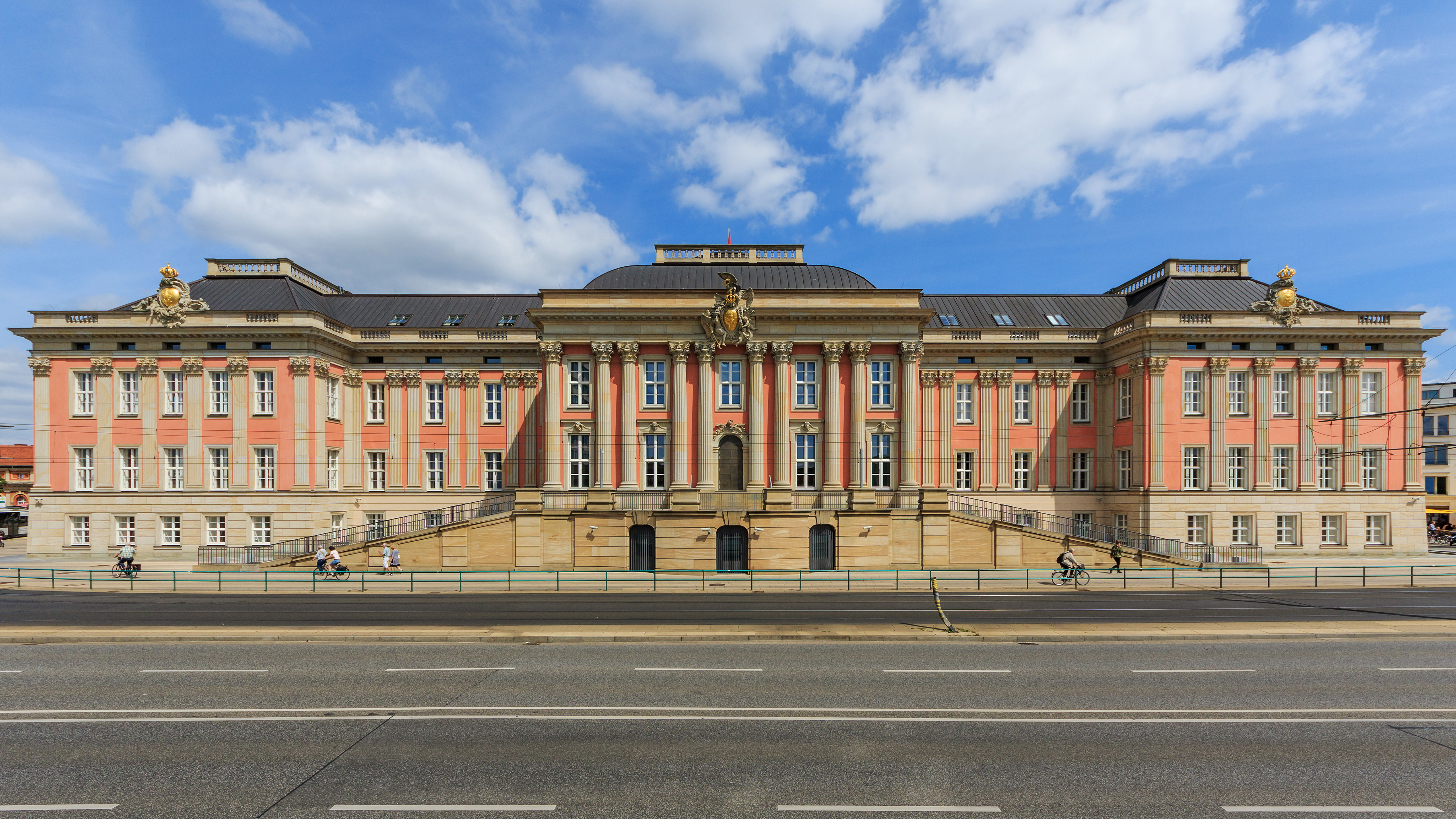
ポツダム王宮（現ブランデンブルク州議事堂）

ゲルマン民族の民族移動時代後、スラヴ人が7世紀頃にHevelli部族の移住として入って来た。神聖ローマ帝国皇帝オットー3世が土地をクヴェードリンブルクの修道院に授与した際、993年の文献にPoztupimiとして初めて記述されている。1317年までは小さな町として記述されていた。1345年に都市特権を得た。1573年のポツダムは、人口2,000人程度の小さな市場町であった。三十年戦争によって、ポツダムは人口の半分近くを失った。
ポツダムの命運が劇的に変わったのは、1660年にブランデンブルク＝プロイセンの選帝侯フリードリヒ・ヴィルヘルムの狩猟館として選ばれてからである。その後、ホーエンツォレルン家の宮殿が置かれるなどブランデンブルク＝プロイセンの拠点の一つとして発展した。1685年、フランスでルイ14世がナントの勅令（1598年に定められていた宗教寛容令）を廃止してユグノーの迫害を図ると、フリードリヒ・ヴィルヘルムはポツダム勅令を発した。これにより、ポツダムはヨーロッパ移民の中心地となった。フランスのユグノーの亡命者のほか、ロシア、オランダ、ボヘミアなどから、移民がやってきた。移民をひきつけたのは、勅令によるその宗教的な自由度である。
壮大な建造物は、18世紀半ば、主にフリードリヒ2世の治世の間に建てられた。そのうちの一つが、庭園とロココ様式の内装で有名なサンスーシ宮殿である。他には、新宮殿やオランジェリー宮殿がある。

### 20世紀
戦前には、ドイツ映画人の別荘が多く建てられた。1933年3月5日の国会開会式はこの地の衛戍教会で開会され、この日はナチス・ドイツ時代の始まりを象徴する日として「ポツダムの日」と呼ばれた。
第二次世界大戦中は、しばしば連合国軍による空爆に晒された。1939年4月10日にはイギリスが首都ベルリンとともにポツダムを爆撃。さらに1945年4月14日から15日には大規模な空襲により壊滅的な被害に見舞われた（ポツダム空襲）。第二次世界大戦においてドイツが降伏した後、ツェツィーリエンホーフ宮殿で米、ソ、英の3首脳が集まりポツダム会談が行われた。この会談でドイツをふくめたヨーロッパなどの戦後処理を決定するポツダム協定が成立し、また会議日程中には日本に対する降伏勧告・ポツダム宣言が発表された。
その後、日本がポツダム宣言を受諾したため、日本の降伏に関する言葉にしばしば「ポツダム」が使用される（ポツダム命令、ポツダム進級）。
1991年にポツダム大学が創設された。

## 政治

### 姉妹都市
姉妹都市は下記の都市である。
- オポーレ（ポーランド共和国）1973年
- ボビニー（フランス共和国）1974年
- ユヴァスキュラ（フィンランド共和国）1985年
- ボン（ノルトライン＝ヴェストファーレン州）1988年
- ペルージャ（イタリア共和国）1990年
- スーフォールズ（アメリカ合衆国サウスダコタ州）1990年
- ルツェルン（スイス連邦）2002年
- ヴェルサイユ（フランス共和国）2016年

## 観光

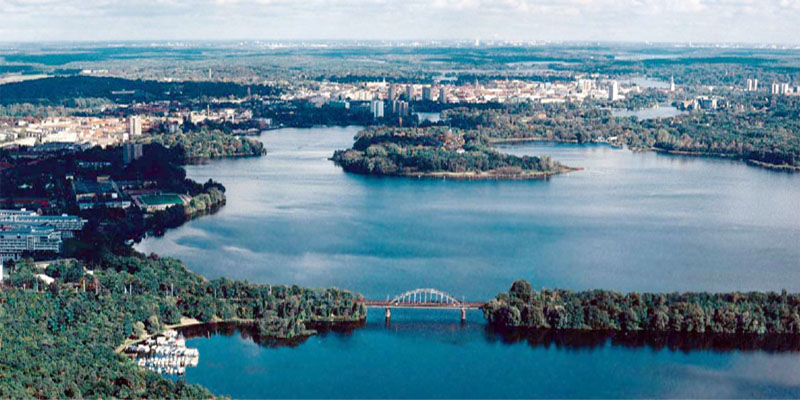
ハーフェル川に繋がる湖

1745年にプロイセン王国のフリードリヒ大王が造営した夏の離宮、サンスーシ宮殿や、第二次世界大戦末期の1945年にポツダム会談が行われたツェツィーリエンホーフ宮殿などが、1990年に「ポツダムとベルリンの宮殿群と公園群」としてユネスコの世界遺産（文化遺産）に登録された。

## 引用
1. ↑  Bevölkerungsentwicklung und Bevölkerungsstand im Land Brandenburg Dezember 2023
2. ↑  August Kopish, "Die Königlichen Schlösser u. Gärten zu Potsdam", Berlin, 1854, p. 18
3. ↑  開戦以来最大のロンドン爆撃（『朝日新聞』昭和14年4月18日）『昭和ニュース辞典第7巻 昭和14年-昭和16年』p381 昭和ニュース事典編纂委員会 毎日コミュニケーションズ刊 1994年
4. ↑  Flyer - Die Partnerstädte der Landeshauptstadt Potsdam, Faktenblatt - Die Partnerstädte der Landeshauptstadt Potsdam (PDF; 411,58 KB)